# 大熊貓基金
大熊貓基金（葡文縮寫：FP），是為配合澳門特別行政區的保育大熊貓政策的目標，對開展相關的教育、研究及項目提供資助而設立的基金。基金由行政管理委員會管理。原屬於行政長官監督，2021年2月1日起改由行政法務司監督。2021年4月19日，行政會完成討論《撤銷大熊貓基金》行政法規草案，當中將把大熊貓基金職能轉至澳門基金會及市政署，并於同年5月1日起撤銷大熊貓基金。

## 職權
行政管理委員會在管理大熊貓基金時擁有以下職權：
- 制定本身預算及管理帳目，並將之呈交監督實體核准；
- 按照適用法例的規定，許可由基金所負責的開支；
- 與澳門特別行政區其他公共或私人實體訂立協議及議定書；
- 議決所有與基金行政管理有關的事宜。

另外，行政管理委員會可授權主席，以便許可金額不超過澳門幣五十萬元的開支，以及簽署與澳門特別行政區其他公共或私人實體訂立協議及議定書。

## 組織法例
- 第25/2010號行政法規（2010年12月27日《澳門特別行政區公報》）大熊貓基金[1]。

## 運作
基金會由行政管理委員會管理，該委員會由市政署市政管理委員會主席，以及公佈於《澳門特別行政區公報》的行政長官批示委任的一名市政署代表及一名財政局代表組成，並由市政署市政管理委員會主席出任主席。行政管理委員會主席在市政署工作人員中指定行政管理委員會秘書及其代任人；秘書須列席會議，但無投票權。

## 法定資金來源
- 澳門特別行政區政府的撥款；
- 銷售基金的刊物、紀念品以及大熊貓館門券的收入；
- 本地或外地的公、私法人或自然人的津貼、撥款、捐贈、遺產、遺贈或贈與；
- 為貫徹其宗旨而批出的資助的償還款項；
- 依法運用本身可動用資金所產生的利息或其他收益；
- 根據法律、合同或以其他名義獲分配的其他資源。

## 法定成員

### 主席
主席由市政署市政管理委員會主席擔任，現任主席為戴祖義。行政管理委員會主席及其他成員有權每月收取金額相當於公職薪俸表100點的百分之五十的報酬。

## 輔助
基金由市政署提供技術及行政上的輔助。

## 外部連結
- 澳門特別行政區澳門大熊貓網頁（页面存档备份，存于）（繁體中文）